# Дудкино (городской округ Солнечногорск)
Дудкино — деревня в Московской области России. Входит в городской округ Солнечногорск. Население — 10 чел. (2010).

## География
Деревня Дудкино расположена в центральной части Московской области, в центре округа, примерно в 11 км к югу от города Солнечногорска, в 2 км к западу от рабочего посёлка Поварово. В деревне 2 улицы — Берёзовая и Ольховая. Ближайшие населённые пункты — деревни Белавино и Новинки.

## История
В «Списке населённых мест» 1862 года Дуткино — казённая деревня 1-го стана Звенигородского уезда Московской губернии по правую сторону тракта из Воскресенска в Клин, в 42 верстах от уездного города, при реке Безымянке, с 21 двором и 155 жителями (71 мужчина, 84 женщины).
По данным на 1890 год входила в состав Пятницкой волости Звенигородского уезда, число душ составляло 228 человек.
В 1913 году — 35 дворов.
По материалам Всесоюзной переписи населения 1926 года — центр Дудкинского сельсовета Бедняковской волости Московского уезда Московской губернии, проживало 184 жителя (85 мужчин, 99 женщин), насчитывалось 19 хозяйств, среди которых 17 крестьянских.
С 1929 года — населённый пункт в составе Солнечногорского района Московского округа Московской области. Постановлением ЦИК и СНК от 23 июля 1930 года округа как административно-территориальные единицы были ликвидированы.
1974—1994 гг. — деревня Пешковского сельсовета Солнечногорского района.
С 1994 до 2005 гг. деревня входила в Пешковский сельский округ Солнечногорского района.
С 2005 до 2019 гг. деревня включалась в городское поселение Поварово Солнечногорского муниципального района.
С 2019 года деревня входит в городской округ Солнечногорск, в рамках администрации которого деревня относится к территориальному управлению Поварово.

## Население
| 1852 | 1859 | 1890 | 1899 | 1926 | 1932 | 1966 |
| ---- | ---- | ---- | ---- | ---- | ---- | ---- |
| 147  | ↗155 | ↗228 | ↘216 | ↘184 | ↘174 | ↘152 |
| 1998 | 2002 | 2010 |      |      |      |      |
| ↘7   | ↘2   | ↗10  |      |      |      |      |